# Aire prépyriforme
L'aire prépyriforme (appelée également le cortex prépiriforme) est une partie du rhinencéphale qui est constituée du paléocortex.
Certaines sources indiquent qu'il s'agit d'une partie du cortex olfactif primaire (en).